# گزووو
گزووو (به لهستانی:  Gzowo) یک روستا در لهستان است که در گمینا پوکژونگتسا واقع شده‌است.